# Sypna anisomeris
Sypna anisomeris är en fjärilsart som beskrevs av Louis Beethoven Prout 1926. Sypna anisomeris ingår i släktet Sypna och familjen nattflyn. Inga underarter finns listade i Catalogue of Life.